# Édifice de la Manufacturer's Life (Toronto)
L’ édifice de la Manufacturer's Life est un édifice historique à Toronto, Ontario. Elle sert du bureau-chef de la Financière Manuvie depuis sa construction en 1924.

## Histoire

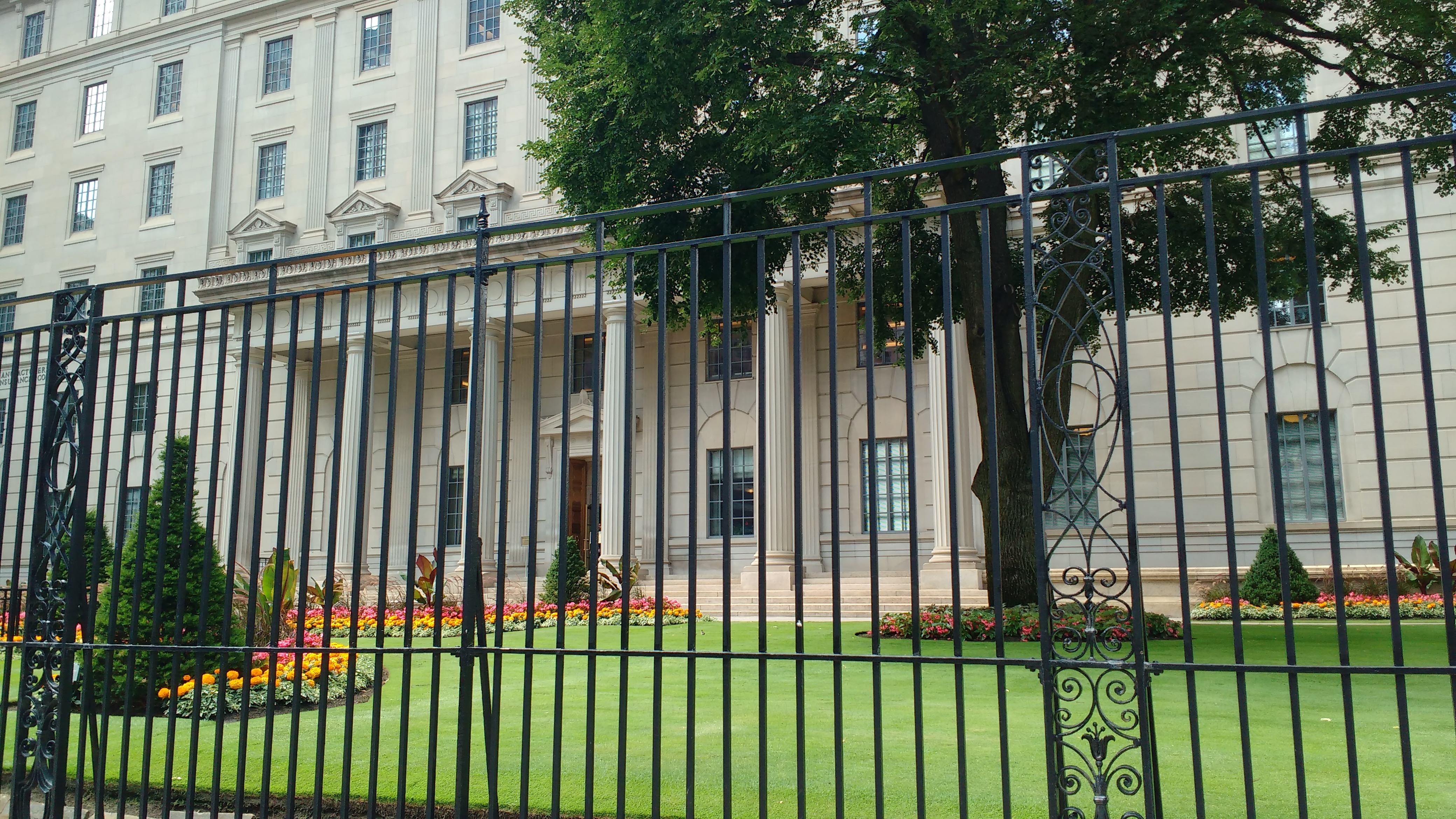
Vue de la pelouse et de la clôture en 2016.

L’édifice se présente sur la rue Bloor à Toronto en colonnes de calcaire et avec une pelouse bien entretenue . La ville a inscrit a son répertoire patrimonial le bâtiment et la clôture qui l’entoure le 18 août 1976.
La pelouse se compose d'Agrostis stolonifera en provenance originellement du Scarboro Golf and Country Club (en), sur une superficie d'environ 2400 mètres carrés. Au coin sud-est, il y a une statue d'individus en motion, Community (Communauté) . La Manuvie emploie un horticulteur pour s'occuper de la pelouse. Existant depuis 1925, c'est permis de marcher sur la pelouse  .